# Esplumoir Merlin
L′esplumoir Merlin est un lieu évoqué dans la légende arthurienne (notamment le Perceval en prose), en relation avec Merlin l'Enchanteur. Son sens réel reste très obscur, vraisemblablement en relation avec une métamorphose en oiseau. Il est vu comme cabane, une tour ou une roche élevée et est parfois assimilé à l'Hotié de Viviane. Il est mentionné également dans le récit en vers Méraugis de Portlesguez de Raoul de Houdenc (premier quart du XIIIe siècle).

## Étymologie
Étymologiquement, un esplumoir serait « une cage où un oiseau chanteur est enfermé au moment de la mue : un endroit obscur et chaud où l’oiseau chante dans ses propres plumes ». Toutefois, la signification de l'esplumoir reste inconnue. Il pourrait s'agir d'un mot d'ancien français dont le sens s'est perdu chez les copistes.

## Description
« Et tot cil qui men abitacle verront, si le clameront l'esplumoir Merlin. »

— Perceval en prose
L'esplumoir est pensé comme étant le lieu où Merlin, qui affectionne les transformations en oiseau, reprendrait sa forme humaine. Selon le texte du Perceval, c'est une cabane ou une maisonnette que Merlin a bâtie lui-même près de la demeure de Perceval, gardien du Graal, pour prophétiser. Il est aussi imaginé comme une haute tour ou un rocher, dans d'autres textes. Dans Méraugis de Portlesguez, il est décrit comme une haute forteresse ronde d'allure redoutable, bâtie sur une roche, aux murs recouverts de lierre, et ne présentant ni portes, ni fenêtres, ni escaliers ; douze demoiselles qui conversaient à son sommet éconduisent Méraugis.
Ce lieu est évoqué par Jacques Roubaud comme étant obscur et chaud, situé au sommet de la roche grifaigne. Merlin y chante le futur sous forme d'oiseau. Jacques Roubaud explique aussi l'ombre que Perceval voit passer plusieurs fois au-dessus de lui, accompagnée de la voix de Merlin, par une métamorphose du magicien en oiseau.